# Humor blanco
El humor blanco es un tipo de humor que no contiene connotaciones ni denotaciones negativas, (por ejemplo: burla, ironía, machismo, cinismo, sexismo, racismo, etc). Es también llamado humor familiar, puesto que pueden disfrutarlo toda la familia, niños, adolescentes y adultos.
Se basa en los siguientes elementos:
- El factor sorpresa
- La calidad (o gracia) del intérprete (continente)
- La calidad de lo expuesto (contenido)

Un tipo de humor blanco es el chiste de salón, llamado así porque este tipo de humor puede desplegarse en una fiesta o reunión sin riesgo de ofender ni escandalizar a ningún concurrente, en particular a los menores de edad y minorías de cualquier tipo.